# Bunagana
Bunagana est une cité du territoire de Rutshuru de la province du Nord-Kivu en république démocratique du Congo, situé à la frontière entre  l'Ouganda et non loin du Rwanda, elle a une grande importance stratégique commerciale et militaire. En 2012, la Direction générale des Douanes et Accises (DGDA) déclarait y réaliser chaque mois entre 500 000 et 700 000 dollars américains de recettes douanières.
Depuis le 13 juin 2022, Bunagana est occupée par les rebelles du M23 et en devient le quartier-général,,.